# Floro Pérez (Gibara)
Floro Pérez, o antiguamente llamado Auras, es un poblado situado en la parte sur del municipio de Gibara. Contaba con una población de 3263 habitantes en el 2012.

## Historia

### Nombre
Lo más relevante de la historia de Floro Pérez es su nombre, que ha ido variando en los años: Auras, Barceló y el actual Floro Pérez.
En 1703 cuando se fundaron la mayoría de las haciendas de Gibara en Cuba no había auras tiñosas, sino que estas llegaron desde Jamaica alrededor de 1780 y le dieron al poblado ese nombre hasta 1928. Año en que la propuesta de Ricardo Ajo Berencen se le cambió por el apellido del Gobernador Barceló. Esto porque José Rafael Barceló Reyes, gobernador provincial de Oriente, había nacido en Auras. A la caída del gobierno de Machado se le llamó Floro Pérez, en honor al estudiante revolucionario llamado Floro Regino Pérez Díaz nacido en el Recreo (Velasco). Lleva el nombre actual desde la caída de Machado y no desde el triunfo de la Revolución Cubana, como muchos pobladores piensan.

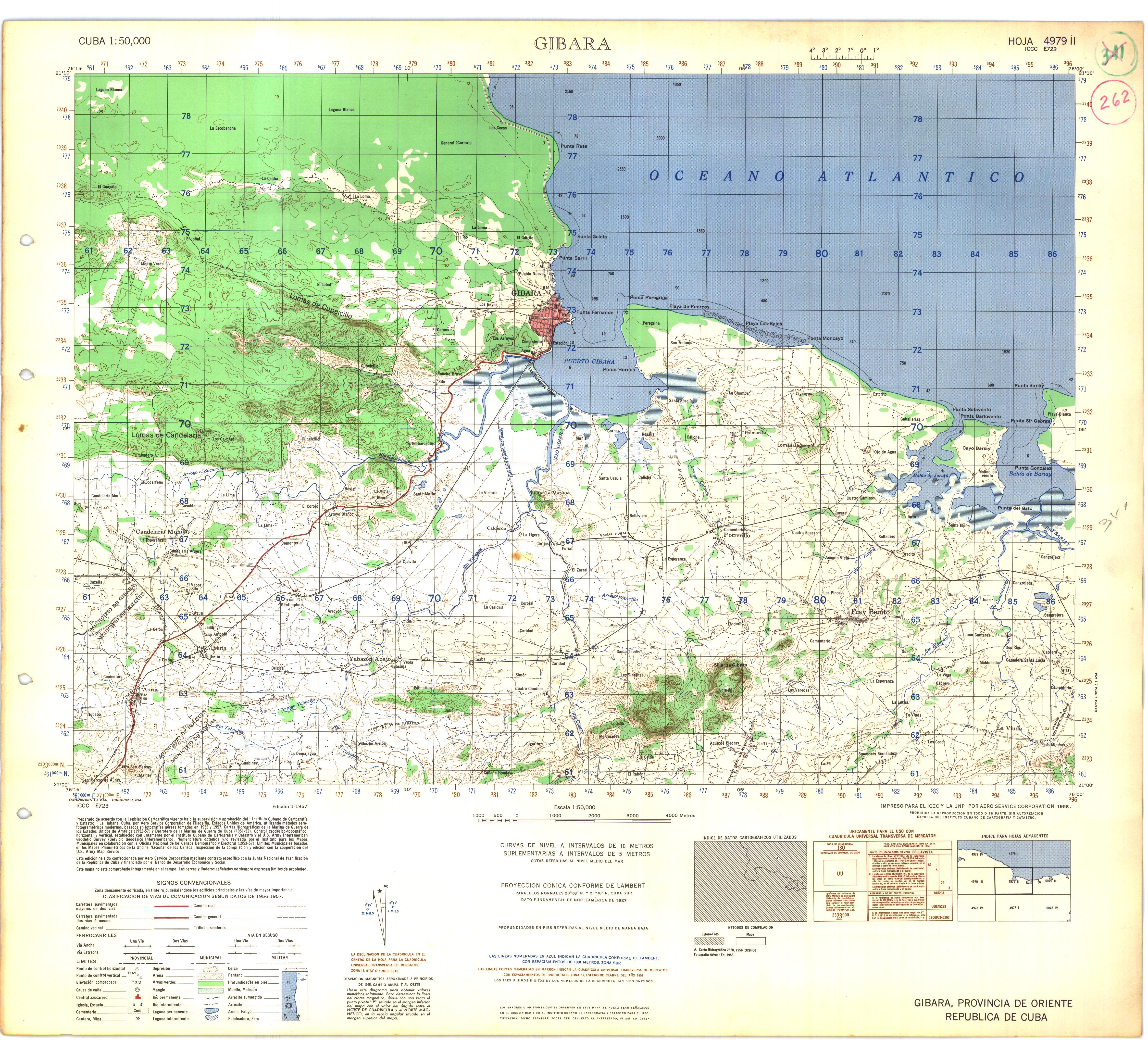
Mapa antiguo de Gibara. Véase en la parte inferior izquierda como el pueblo se referencia como Auras.

### Colonización española
El poblado de Auras fue acupado por el ejército mambí desde el inicio de la guerra de los 10 años. El 5 de enero de 1869 una columna española desalojo del lugar a los tropas de Julio Grave de Peralta. En 1804 Floro Pérez quedó como Capitanía Pedánea más otras comunidades para proteger la costa de los ataques de corsarios y piratas en la jurisdicción de Holguín. La Capitanía Pedánea de Floro Pérez era la más pequeña pero también la más rica económicamente y la más poblada. Comprendía se hatos de Candelaria, Arroyo Blanco, Bocas y otros más en ese momento.
Un censo de 1823 demostraba que la población era de 2303 habitantes en ese momento. La población era mayoritariamente hispana y de canarios. Para 1862 la población era de 915 personas, de ellas 75 esclavos y para 1877 la población era de 1092 y 17 esclavos.
Cuando Calixto García llegó con sus tropas a Holguín atacó simultáneamente los fuertes en Auras y sus alrededores. Por la madrugada del día siguiente, el 10 de abril de 1873 tomó bajo posesión a Auras y ordenó quemar todas las bodegas y otras edificaciones para por la madrugada del día siguiente dirigirse a Cazallas. Después le siguieron otros ataques y tomas posesión en ese pueblo y en sus alrededores hasta el 16 de agosto de 1898 cuando los soldados españoles habían llegado con demasiadas unidades de infantería y desalojaron a las tropas cubanas.
Mientras tanto Auras poseía la mayor fortificación de la provincia de Holguín. Según los pobladores y relatos, hubo aproximadamente 12 fortines. Unos ejemplos de estos fortines todavía en pies son: la Jandinga y el fuerte de Candelaria Moro.

## Geografía
Floro Pérez tiene una extensión territorial de 0,95 km2 como pueblo. Está ubicado aproximadamente en la parte sur del municipio de Gibara. Limita al norte con Iberia y el Consejo Popular de Bocas. Al sur con la carretera de Gibara y el municipio de Holguin.

## Lugares de importancia
Floro Peréz es un sitio de importancia económica y social para los pobladores de los alrededores y de los que viven en el pueblo. Su principal fuente de ingreso es la agricultura, clave en la economía del municipio junto a Velasco, apodada el granero de Cuba. Cuenta con la escuela primaria José Martí Pérez, el centro mixto José Justo Aguilera de la Cruz y un centro cultural.